# Gran Santa Fe
El Gran Santa Fe es el aglomerado urbano formado por la conurbación de la ciudad de Santa Fe, provincia de Santa Fe, Argentina, con un puñado de localidades vecinas del departamento La Capital, formando uno de los centros urbanos más grandes del país. La población del Gran Santa Fe era de 490 171 habitantes (Indec, 2010). La urbe se desarrolla a lo largo de aproximadamente 25 kilómetros sobre la margen derecha del río Paraná, y se encuentra dividida por la laguna Setúbal, tributaria de este último.

## Geografía
El aglomerado se extiende desde la ciudad de Santa Fe al norte, al sur y al este. La conurbación se desarrolla a lo largo de la ruta nacional 11, que la atraviesa de norte a sur, y la ruta provincial N.º 1, que nace al este de Santa Fe y se dirige hacia el nordeste bordeando el río Paraná. Sobre la ruta Nacional N.º 11 se encuentran las dos ciudades más pobladas después de Santa Fe: Santo Tomé y Recreo, al sur y al norte respectivamente; también se encuentran sobre esta ruta las localidades de Sauce Viejo y Villa Adelina. Sauce Viejo se destaca por tener en su zona al aeropuerto que comunica a toda la zona y el parque industrial del Gran Santa Fe. Sobre la ruta provincial N.º 1 se encuentran las localidades de San José del Rincón, Rincón Norte y Arroyo Leyes, al nordeste de Santa Fe, y separadas por la laguna Setúbal.

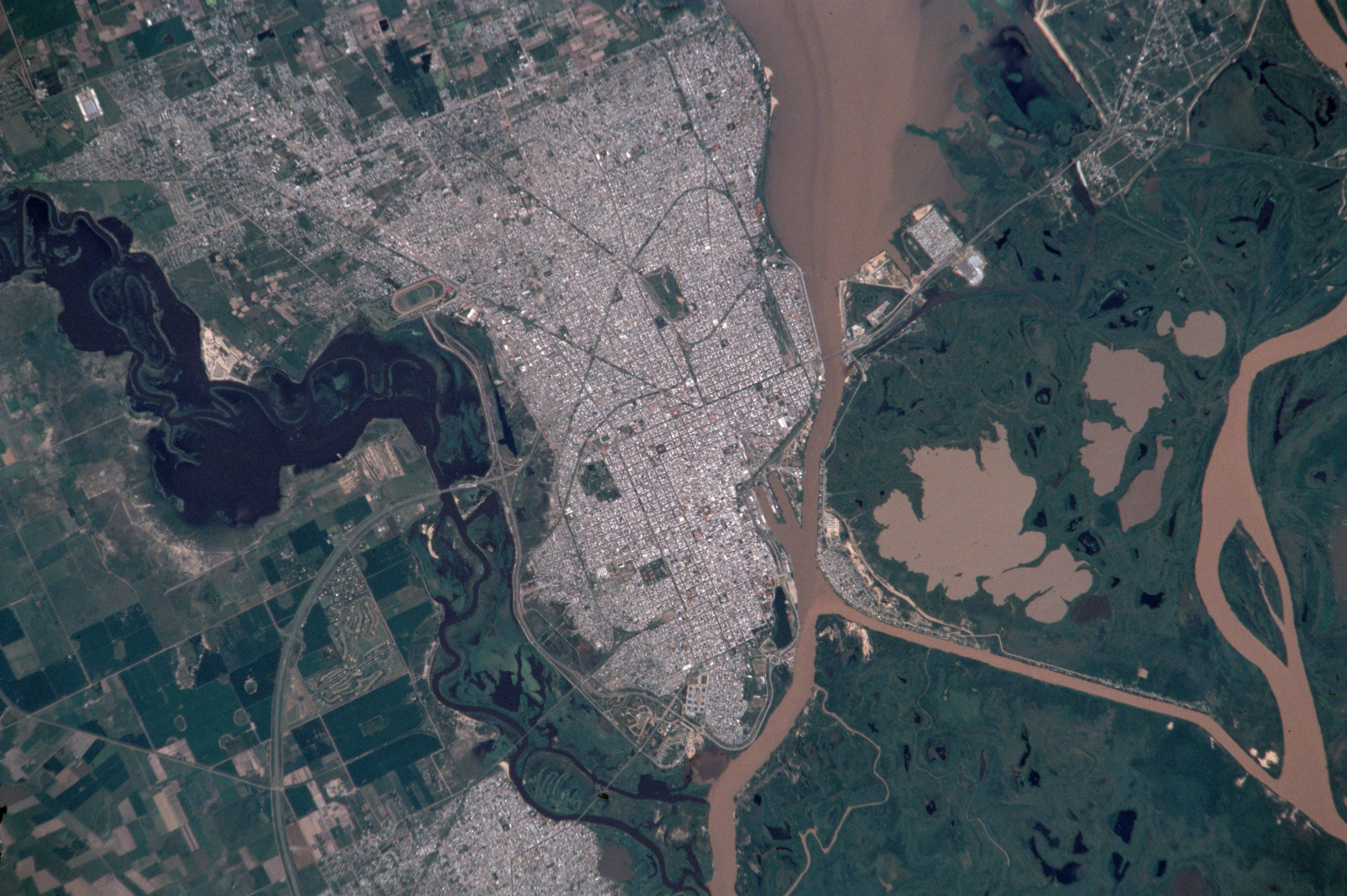
Vista satelital del Gran Santa Fe.

Históricamente ligada al río Paraná por el puerto de Santa Fe, se encuentra ubicada sobre la margen de un conjunto de lagunas y brazos del Paraná, en una zona de tierras bajas e inundables.

## Economía
El Gran Santa Fe es también el centro de una rica zona industrial, agrícola y lechera que se extiende sobre todo hacia el oeste de la misma, funcionando como el principal centro de servicios de ella.

## Población
El Gran Santa Fe contaba con 530 027 según el censo 2022 del INDEC, esto representó un incremento del 8.1% frente a los.490 171 habitantes (Indec, 2010) de 2012. Además, se redefinió su área abarcada y densidad.
Esta magnitud la sitúa como la segunda unidad más poblada de la provincia, y la 9.ª del país.
A continuación se detalla la población de cada uno de sus componentes:
| Santa Fe            | La Capital | 403.878 | 391.164 | 368.668 | 348.325 | 295.350   |
| Santo Tomé          | La Capital | 75.272  | 65.684  | 58.277  | 43.928  | 36.028    |
| Recreo              | La Capital | 19.248  | 12.774  | 10.714  | 7.626   | 3.535     |
| San José del Rincón | La Capital | 14.405  | 10.176  | 8.480   | 4.738   | Sin datos |
| Sauce Viejo         | La Capital | 14.372  | 7.953   | 6.505   | 2.641   | Sin datos |
| Arroyo Leyes        | La Capital | 5.126   | 2.420   | 1.594   | 35      | Sin datos |
| Total               |            | 530.027 | 490.171 | 454.238 | 407.293 | 334.913   |

## Medios de comunicación social

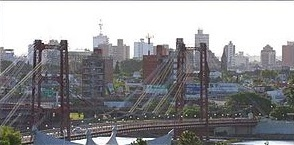
Panorámica que muestra el crecimiento urbano de la ciudad.

### Diarios
- El Litoral
- Diario Uno de Santa Fe
- Periódico Pausa, quincenal[8]
- El Santafesino, mensual[9]

### Operadoras de televisión por cable
- Cablevideo
- Cablevisión
- Gigared

### Canales de televisión de aire VHF
- Canal 3

(dejó de emitir en el año 2007 y ha vuelto a emitir en 2009 producciones propias en vivo y programas locales de productoras de la ciudad)
- Canal 9 Litoral[10] (Paraná)

Retransmite programación de Canal 13 Artear de Buenos Aires, además de poseer programación propia
- Canal 13 Santa Fe (Grupo Telefe)[11]

Retransmite programación de Canal 11 Telefe de Buenos Aires, además de poseer programación propia
- Televisión Pública (Canal 7)

la antena (torre) se cayó el 16 de diciembre de 2012, se encuentra fuera de servicio.

### Canales de televisión de aire UHF
Los siguientes son los canales de TV con presencia en todo el Territorio Nacional; ya sea mediante la TDT o (en el futuro) la TDH:
| Multiplex | Segmento | Canal         | Logotipo | Temática                                                      | Formato de video     | Señal Móvil (Segmento 31) |
| --------- | -------- | ------------- | -------- | ------------------------------------------------------------- | -------------------- | ------------------------- |
| 22        | 01       | Encuentro     |          | Educativo                                                     | SD (576i, 50Hz)      | Encuentro                 |
| 22        | 02       | Paka Paka     |          | Infantil                                                      | SD (576i, 50Hz)      | Encuentro                 |
| 22        | 03       | TaTeTi        |          | Infantil                                                      | SD (576i, 50Hz)      | Encuentro                 |
| 22        | 04       | INCAA TV      |          | Cine argentino y latinoamericano                              | SD (576i, 50Hz)      | Encuentro                 |
| 23        | 02       | TV Pública HD |          | Canal 7 de Buenos Aires                                       | HD (1080i, 50Hz)     | TV Pública                |
| 23        | 03       | Tecnópolis    |          | Educativo                                                     | SD (576i, 50Hz)      | TV Pública                |
| 24        | 01       | DeporTV       |          | Deportes                                                      | SD 16:9 (576i, 50Hz) | DeporTV                   |
| 24        | 02       | Vivra         |          | Música                                                        | SD (576i, 50Hz)      | DeporTV                   |
| 24        | 03       | Suri TV       |          | Programas de países vecinos (Bolivia, Chile, Paraguay y Perú) | SD (576i, 50Hz)      | DeporTV                   |
| 24        | 04       | Arpeggio      |          | Música clásica                                                | SD (576i, 50Hz)      | DeporTV                   |
| 24        | 05       | Viajar        |          | Turismo                                                       | SD (576i, 50Hz)      | DeporTV                   |
| 25        | 01       | UNIFE         |          | Religión                                                      | SD (576i, 50Hz)      | CN23                      |
| 25        | 02       | C5N           |          | Religión                                                      | SD (576i, 50Hz)      | CN23                      |
| 25        | 03       | Telesur       |          | Religión                                                      | SD (480i, 60Hz)      | CN23                      |
| 25        | 04       | Telesur       |          | SD (480i, 60Hz)                                               |                      | CN23                      |
| 25        | 05       | Construir TV  |          | SD (576i, 50Hz)                                               |                      | CN23                      |

### Canales de televisión privada por cable
- Cable y Diario Canal 14 (Se ve por CableVisión y Gigared)
- Somos Santa Fe (Canal Local de CableVisión)
- VEO Santa Fe Canal 2 de Cablevideo Digital SA (Se ve por Cablevideo y Gigared)
- TV Red (Señal 6 de Gigared, a partir de las 18hs.)
- Si TV (ex Canal Familiar, Se ve por CableVisión y Cablevideo Santa Fe)

### Emisoras de radio AM
- 540 kHz LRA14 Radio Nacional[12]
- 1020 kHz LT10 Radio Universidad[13]
- 1150 kHz LT9 Radio Brigadier General Estanislao López[14]

### Emisoras de radio FM
Santa Fe Capital
- 87.5 Cadena Tropical
- 87.7 En la Mira
- 87.7 La Pozeña
- 87.9 LRM879 Cadena OH
- 88.1 Radio Mutual Solidaria
- 88.1 Radio Libre (Alto Verde)
- 88.1 Acceso Norte
- 88.3 Delta (Alto Verde)
- 88.7 Mix
- 88.9 A.T.E.R
- 89.1 Impacto
- 89.3 C.A.M.Co
- 89.3 Restauración
- 89.5 Somos Información
- 89.9 El Refugio
- 90.1 H2
- 90.3 Circus
- 90.5 Winner
- 90.7 Digital
- 90.9 Cumbia Santafesina
- 91.1 Aire de Santa Fe
- 91.5 Sol Sports
- 91.7 New While
- 91.9 Radio de Noticias
- 92.1 Radio Ciudad
- 92.5 FM Laser LT9
- 92.7 Ilusión
- 92.9 La Sonik
- 93.1 Activa
- 93.3 Espacial
- 93.5 Cadena Energy
- 93.7 FM Music
- 94.1 Onda Horizonte
- 94.3 Radio Cultura
- 94.5 Radio Retro
- 94.9 Fm Cool
- 95.1 Radio Única
- 95.3 Radio Nueva Fantasía
- 95.5 Milennium Santa Fe
- 95.7 Estación del Este
- 95.9 Más FM
- 96.1 Luna
- 96.3 Radio Eme
- 96.7 La Red Santa Fe
- 96.9 FM Zero
- 97.1 Monumental
- 97.3 Nostalgia
- 97.5 Cristal
- 97.7 Conexión
- 97.9 La Tropi Santa Fe
- 98.3 Mega Santa Fe
- 98.5 La 100
- 98.7 Popular
- 98.9 26 de Septiembre
- 99.3 Radio Mitre
- 99.5 Énfasis
- 99.7 Halley
- 99.9 Radio 99
- 100.1 AM 750
- 100.3 La Metro Radio
- 100.7 ESPN Radio
- 100.9 Chalet
- 101.1 Show
- 101.3 Radio Uno
- 101.7 LRI752 Cadena 3 Santa Fe
- 101.9 Vintage Tropical
- 102.1 LRI315 Radio María
- 102.5 Continental Santa Fe
- 102.9 LRA314 Radio Nacional
- 103.3 Compacto Santa Fe
- 103.5 LRI428 FM X
- 103.7 Comunitaria Los Alisos
- 103.9 Pop
- 104.1 Latina Rock
- 104.3 Aires de Victoria
- 104.7 Sensación
- 104.9 Pop
- 105.1 La Hot
- 105.3 Taller
- 105.9 Ibiza
- 106.5 Cadena Sol
- 106.7 Radio de Clásicos
- 106.9 Selva Tropical
- 107.1 Ochava Roma
- 107.5 Pasión
- 107.9 Vida Santa Fe

Santo Tomé - Santa Fe
- 88.3 Cadena Top
- 89.7 Record
- 89.9 Puerto
- 90.5 Universo
- 93.1 Music
- 104.9 Argentina
- 105.5 Vivir

Recreo - Santa Fe
- 88.5 LRI716 Radio Patria
- 104.5 LRM869 Radio Power Max

San José del Rincón - Santa Fe
- 98.1 La Nueva Estación
- 107.7 LRM878 Radio San José

Monte Vera - Santa Fe
- 90.1 Religiosa
- 92.1
- 99.1 Radio Fenix

Sauce Viejo - Santa Fe
- 106.1 LRS818 Radio Aeropuerto